# Danh sách đơn vị hành chính cấp hương của Tây Tạng

## Tây Tạng

### Lạp Tát (Lhasa)
| Thành phố cấp địa khu Lhasa (Lạp Tát) quản lí trực tiếp 8 đơn vị hành chính cấp huyện, bao gồm 3 quận và 5 huyện. Các đơn vị hành chính cấp huyện này được chia thành 62 đơn vị hành chính cấp hương, bao gồm 14 nhai đạo, 12 trấn và 36 hương. | |
| Thành Quan | Nhai đạo |
| Thành Quan | Bát Khuếch, Cát Nhật, Cát Băng Cương, Trát Tế, Công Đức Lâm, Dát Mã Cống Tang, Lưỡng Đảo, Kim Châu Tây Lộ, Thái Công Đường, Đoạt Để, Nương Nhiệt, Nạp Kim |
| Đôi Long Đức Khánh | Nhai đạo |
| Đôi Long Đức Khánh | Đông Dát, Nãi Quỳnh, Dương Đạt, Liễu Ngô |
| Đôi Long Đức Khánh | Trấn |
| Đôi Long Đức Khánh | Cổ Vinh, Mã, Đức Khánh |
| Đạt Tư | Trấn |
| Đạt Tư | Đức Khánh |
| Đạt Tư | Hương |
| Đạt Tư | Tháp Kiệt, Chương Đa, Đường Dát, Tuyết, Bang Đôi |
| Lâm Chu | Trấn |
| Lâm Chu | Cam Đan Khúc Quả |
| Lâm Chu | Hương |
| Lâm Chu | Xuân Đôi, Tùng Bàn, Cường Dát, Tạp Tư, Biên Giao Lâm, Giang Nhiệt Hạ, A Lãng, Đường Cổ, Bàng Đa                                                           |
| Đương Hùng | Trấn |
| Đương Hùng | Đương Khúc Tạp, Dương Bát Tỉnh |
| Đương Hùng | Hương |
| Đương Hùng | Cách Đạt, Ninh Trung, Công Đường, Long Nhân, Ô Mã Đường, Nạp Mộc Hồ                                                                                       |
| Ni Mộc | Trấn |
| Ni Mộc | Tháp Vinh, Thôn Ba |
| Ni Mộc | Hương |
| Ni Mộc | Ma Giang, Phổ Tùng, Tạp Như, Ni Mộc, Tục Mại, Mạt Cổ |
| Khúc Thủy | Trấn |
| Khúc Thủy | Khúc Thủy, Đạt Dát |
| Khúc Thủy | Hương |
| Khúc Thủy | Tài Nạp, Nam Mộc, Nhiếp Đương, Trà Ba Lạp |
| Mặc Trúc Công Tạp | Trấn |
| Mặc Trúc Công Tạp | Công Tạp |
| Mặc Trúc Công Tạp | Hương |
| Mặc Trúc Công Tạp | Trát Tuyết, Môn Ba, Trát Tây Cương, Nhật Đa, Ni Mã Giang Nhiệt, Giáp Mã, Đường Gia                                                                        |

### Nhật Khách Tắc (Xigazê)
| Thành phố cấp địa khu Xigazê (Nhật Khách Tắc) quản lí trực tiếp 18 đơn vị hành chính cấp huyện, bao gồm 1 quận và 17 huyện. Các đơn vị hành chính cấp huyện này được chia thành 203 đơn vị hành chính cấp hương, bao gồm 2 nhai đạo, 27 trấn và 174 hương. | |
| Tang Châu Tư | Nhai đạo |
| Tang Châu Tư | Thành Nam, Thành Bắc |
| Tang Châu Tư | Hương |
| Tang Châu Tư | Khúc Bố Hùng, Khúc Mỹ, Nhiếp Nhật Hùng, Giáp Thố Hùng, Nạp Nhĩ, Đông Dát, Biên Hùng, Giang Đương, Niên Mộc, Liên                                                                                                  |
| Nam Mộc Lâm | Trấn |
| Nam Mộc Lâm | Nam Mộc Lâm |
| Nam Mộc Lâm | Hương |
| Nam Mộc Lâm | Đạt Na, Tạp Tư, Đa Giác, Thu Mộc, Ngải Mã, Thổ Bố Gia, Tra Nhĩ, Tác Kim, Đạt Tư, Nô Mã, Nhiệt Đương, Lạp Bố Phổ, Phổ Đương, Nhân Đôi, Mang Nhiệt, Giáp Thố                                                        |
| Giang Tư | Trấn |
| Giang Tư | Giang Tư |
| Giang Tư | Hương |
| Giang Tư | Nạp Như, Tạp Mạch, Tạp Đôi, Tàng Cải, Nhật Lãng, Đạt Tư, Nhiệt Tác, Trọng Tư, Long Mã, Gia Khắc Tây, Tử Kim, Giang Nhiệt, Niên Hùng, Khang Trác, Kim Dát, Nhật Tinh, Xa Nhân, Nhiệt Long                          |
| Định Nhật | Trấn |
| Định Nhật | Hiệp Cách Nhĩ, Cương Dát |
| Định Nhật | Hương |
| Định Nhật | Trát Tây Tông, Nhung Hạt, Khúc Đương, Thố Quả, Khúc Lạc, Trường Sở, Ni Hạt, Trát Quả, Khắc Mã, Bồn Cát, Gia Thố                                                                                                   |
| Tát Ca | Trấn |
| Tát Ca | Tát Ca, Cát Định |
| Tát Ca | Hương |
| Tát Ca | Hùng Mạch, Ma Bố Gia, Hùng Mã, Trát Tây, Xả Hưu, Tái, Lạp Tạc, Tra Vinh, Mộc Lạp |
| Lạp Tư | Trấn |
| Lạp Tư | Khúc Hạ, Lạp Tư |
| Lạp Tư | Hương |
| Lạp Tư | Trát Tây Tông, Khúc Mã, Bành Thố Lâm, Trát Tây Cương, Liễu, Nhiệt Tát, Tích Khâm, Mang Phổ, Tra Vụ |
| Nganh Nhân | Trấn |
| Nganh Nhân | Tạp Dát, Tang Tang |
| Nganh Nhân | Hương |
| Nganh Nhân | Đạt Nhược, Cống Cửu Bố, Thố Mại, Hùng Ba, Tra Tư, A Mộc Hùng, Như Tát, Khổng Long, Ni Quả, Nhật Ngô Kỳ, Đa Bạch, Thiết Nhiệt, Thu Oa, Đạt Cư, Á Mộc                                                               |
| Tạ Thông Môn | Trấn |
| Tạ Thông Môn | Tạp Dát |
| Tạ Thông Môn | Hương |
| Tạ Thông Môn | Đạt Mộc Hạ, Tra Bố, Xuân Triết, Tắc Hứa, Nương Nhiệt, Thố Bố Tây, Nạp Đương, Thanh Đô, Thiết Quỳnh, Mỹ Ba Thiết Cần, Liệt Ba, Tháp Đinh, Vinh Mã, Thông Môn, Đạt Na Phổ, Đạt Na Đáp, Nam Mộc Thiết, Nhân Khâm Tắc |
| Bạch Lãng | Trấn |
| Bạch Lãng | Lạc Giang, Dát Đông |
| Bạch Lãng | Hương |
| Bạch Lãng | Ba Trát, Mã, Vượng Đan, Khúc Nô, Đỗ Quỳnh, Cường Đôi, Dát Phổ, Giả Hạ, Đông Hỉ |
| Nhân Bố | Trấn |
| Nhân Bố | Đức Cát Lâm |
| Nhân Bố | Hương |
| Nhân Bố | Khang Hùng, Phổ Tùng, Mạt Đương, Nhiên Ba, Tra Ba, Thiết Oa, Mỗ, Nhân Bố |
| Khang Mã | Trấn |
| Khang Mã | Khang Mã |
| Khang Mã | Hương |
| Khang Mã | Nam Ni, Thiếu Cương, Khang Như, Tát Mã Đạt, Dát Lạp, Niết Như Đôi, Niết Như Mạch, Hùng Chương |
| Định Kết | Trấn |
| Định Kết | Giang Dát, Trần Đường, Nhật Ốc |
| Định Kết | Hương |
| Định Kết | Xác Bố, Định Kết, Đa Bố Trát, Trát Tây Cương, Quỳnh Tư, Tát Nhĩ, Quách Gia |
| Trọng Ba | Trấn |
| Trọng Ba | Mạt Dương |
| Trọng Ba | Hương |
| Trọng Ba | Lạp Nhượng, Quỳnh Quả, Á Nhiệt, Bố Đa, Thiên Cát, Nạp Cửu, Cát Lạp, Hoắc Nhĩ Ba, Long Cách Nhĩ, Cát Mã, Nhân Đa, Mạt Giang                                                                                        |
| Á Đông | Trấn |
| Á Đông | Hạ Ti Mã, Mạt Lý |
| Á Đông | Hương |
| Á Đông | Hạ Á Đông, Thượng Á Đông, Khang Bố, Đôi Nạp, Cát Nhữ |
| Cát Long | Trấn |
| Cát Long | Tông Dát, Cát Long |
| Cát Long | Hương |
| Cát Long | Soa Na, Chiết Ba, Cống Đương, Tát Lặc |
| Nhiếp Lạp Mộc | Trấn |
| Nhiếp Lạp Mộc | Nhiếp Lạp Mộc, Chương Mộc |
| Nhiếp Lạp Mộc | Hương |
| Nhiếp Lạp Mộc | Á Lai, Tỏa Tác, Nãi Long, Môn Bố, Ba Nhung |
| Tác Dát | Trấn |
| Tác Dát | Gia Gia |
| Tác Dát | Hương |
| Tác Dát | Xương Quả, Hùng Như, Lạp Tàng, Như Giác, Đạt Cát Lĩnh, Đán Dát, Hạ Như |
| Cương Ba | Trấn |
| Cương Ba | Cương Ba |
| Cương Ba | Hương |
| Cương Ba | Xương Long, Trực Khắc, Khổng Mã, Long Trung |

### Xương Đô (Qamdo)
| Thành phố cấp địa khu Qamdo (Xương Đô) quản lí trực tiếp 11 đơn vị hành chính cấp huyện, bao gồm 1 quận và 10 huyện. Các đơn vị hành chính cấp huyện này được chia thành 134 đơn vị hành chính cấp hương, bao gồm 27 trấn, 106 hương và 1 hương dân tộc. | |
| Ca Nhã | Trấn |
| Ca Nhã | Thành Quan, Nga Lạc, Ca Nhã |
| Ca Nhã | Hương |
| Ca Nhã | Mang Đạt, Ước Ba, Thỏa Bá, Lạp Đa, Diện Đạt, Dát Mã, Sài Duy, Nhật Thông, Như Ý, Ai Tây, Nhược Ba, Sa Cống                             |
| Giang Đạt | Trấn |
| Giang Đạt | Giang Đạt, Cương Thác |
| Giang Đạt | Hương |
| Giang Đạt | Tạp Cống, Nham Bỉ, Đặng Kha, Sinh Đạt, Nương Tây, Tự Dát, Thanh Nê Động, Uông Bố Đỉnh, Đức Đăng, Đồng Phổ, Ba La                       |
| Cống Giác | Trấn |
| Cống Giác | Mạc Lạc |
| Cống Giác | Hương |
| Cống Giác | Tương Bì, Cáp Gia, Hùng Tùng, Lạp Thỏa, A Vượng, Mộc Hiệp, La Mạch, Sa Đông, Khắc Nhật, Tắc Ba, Mẫn Đô                                 |
| Loại Ô Tề | Trấn |
| Loại Ô Tề | Loại Ô Tề, Tang Đa |
| Loại Ô Tề | Hương |
| Loại Ô Tề | Giáp Tang Tạp, Trường Mao Lĩnh, Cương Sắc, Cát Đa, Tân Đạt, Tạp Mã Đa, Thượng Tạp, Y Nhật                                              |
| Đinh Thanh | Trấn |
| Đinh Thanh | Đinh Thanh, Xích Độc |
| Đinh Thanh | Hương |
| Đinh Thanh | Giác Ân, Sa Cống, Đương Đôi, Tang Đa, Mộc Tháp, Bố Tháp, Ba Đạt, Cam Nham, Dát Tháp, Sắc Trát, Hiệp Hùng                               |
| Sát Nhã | Trấn |
| Sát Nhã | Yên Đa, Hương Đôi, Cát Đường |
| Sát Nhã | Hương |
| Sát Nhã | Tông Sa, Tạp Cống, Vinh Chu, Ba Nhật, A Tư, Vương Tạp, Tân Tạp, Khẳng Thông, Khoách Đạt, Sát Lạp                                       |
| Bát Túc | Trấn |
| Bát Túc | Bạch Mã, Bang Đạt, Nhiên Ô, Đồng Tạp                                                                                                   |
| Bát Túc | Hương |
| Bát Túc | Quách Khánh, Lạp Căn, Ích Khánh, Cát Trung, Tạp Ngõa Bạch Khánh, Cát Đạt, Hạ Lý, Ủng, Ngõa, Lâm Tạp                                    |
| Tả Cống | Trấn |
| Tả Cống | Vượng Đạt, Điền Thỏa |
| Tả Cống | Hương |
| Tả Cống | Đông Bá, Nhân Quả, Nhiễu Kim, Bích Thổ, Mỹ Ngọc, Trung Lâm Tạp, Hạ Lâm Tạp                                                             |
| Mang Khang | Trấn |
| Mang Khang | Dát Thác, Như Mỹ |
| Mang Khang | Hương |
| Mang Khang | Tác Đa Tây, Mãng Lĩnh, Tông Tây, Ngang Đa, Thố Ngõa, Lạc Ni, Qua Ba, Bang Đạt, Từ Trung, Khúc Đăng, Mộc Hứa, Trúc Ba Long, Khúc Tư Tạp |
| Mang Khang | Hương dân tộc |
| Mang Khang | Nạp Tây |
| Lạc Long | Trấn |
| Lạc Long | Tư Thác, Thạc Đốc, Khang Sa, Mã Lợi |
| Lạc Long | Hương |
| Lạc Long | Đạt Long, Tân Vinh, Bạch Đạt, Ngọc Tây, Tịch Cửu, Nga Tây, Trung Diệc                                                                  |
| Biên Bá | Trấn |
| Biên Bá | Biên Bá, Thảo Tạp |
| Biên Bá | Hương |
| Biên Bá | Sa Đinh, Kim Lĩnh, Gia Cống, Mã Vũ, Nhiệt Ngọc, Ni Mộc, Mã Tú, Lạp Tư, Đô Ngõa                                                         |

### Lâm Chi (Nyingchi)
| Thành phố cấp địa khu Nyingchi (Lâm Chi) quản lí trực tiếp 7 đơn vị hành chính cấp huyện, bao gồm 1 quận và 6 huyện. Các đơn vị hành chính cấp huyện này được chia thành 55 đơn vị hành chính cấp hương, bao gồm 2 nhai đạo, 20 trấn, 30 hương và 3 hương dân tộc. |                                                                   |
| Ba Nghi | Nhai đạo                                                          |
| Ba Nghi | Bạch Mã Cương, Giác Mộc                                           |
| Ba Nghi | Trấn                                                              |
| Ba Nghi | Lâm Chi, Bách Ba, Bát Nhất, Lỗ Lãng                               |
| Ba Nghi | Hương                                                             |
| Ba Nghi | Bố Cửu, Mễ Thụy                                                   |
| Ba Nghi | Hương dân tộc                                                     |
| Ba Nghi | Canh Chương                                                       |
| Công Bố Giang Đạt | Trấn                                                              |
| Công Bố Giang Đạt | Công Bố Giang Đạt, Kim Đạt, Ba Hà                                 |
| Công Bố Giang Đạt | Hương                                                             |
| Công Bố Giang Đạt | Chu Lạp, Thác Cao, Trọng Tát, Giang Đạt, Nương Bồ, Gia Hưng       |
| Mễ Lâm | Trấn                                                              |
| Mễ Lâm | Mễ Lâm, Phái, Ngọa Long                                           |
| Mễ Lâm | Hương                                                             |
| Mễ Lâm | Đan Nương, Trát Tây Nhiễu Đăng, Khương Nạp                        |
| Mễ Lâm | Hương dân tộc                                                     |
| Mễ Lâm | Nam Y                                                             |
| Mặc Thoát | Trấn                                                              |
| Mặc Thoát | Mặc Thoát                                                         |
| Mặc Thoát | Hương                                                             |
| Mặc Thoát | Gia Nhiệt Tát, Cam Đăng, Bang Tân, Cách Đương, Đức Hưng, Bối Băng |
| Mặc Thoát | Hương dân tộc                                                     |
| Mặc Thoát | Đạt Mộc                                                           |
| Ba Mật | Trấn                                                              |
| Ba Mật | Trát Mộc, Khuynh Đa, Tùng Tông                                    |
| Ba Mật | Hương                                                             |
| Ba Mật | Dịch Cống, Ngọc Phổ, Khang Ngọc, Đa Cát, Ngọc Hứa, Bát Cái, Cổ    |
| Sát Ngung | Trấn                                                              |
| Sát Ngung | Trúc Ngõa Căn, Thượng Sát Ngung, Hạ Sát Ngung                     |
| Sát Ngung | Hương                                                             |
| Sát Ngung | Sát Ngõa Long, Cổ Lạp, Cổ Ngọc                                    |
| Lãng | Trấn                                                              |
| Lãng | Lãng, Trọng Đạt, Động Dát                                         |
| Lãng | Hương                                                             |
| Lãng | Lạp Da, Kim Đông, Đăng Mộc                                        |

### Sơn Nam (Lhoka)
| Thành phố cấp địa khu Lhoka (Sơn Nam) quản lí trực tiếp 12 đơn vị hành chính cấp huyện, bao gồm 1 quận và 11 huyện. Các đơn vị hành chính cấp huyện này được chia thành 83 đơn vị hành chính cấp hương, bao gồm 1 nhai đạo, 23 trấn, 54 hương và 5 hương dân tộc. |                                                                                                 |
| Nãi Đông | Nhai đạo                                                                                        |
| Nãi Đông | Trạch Đương                                                                                     |
| Nãi Đông | Trấn                                                                                            |
| Nãi Đông | Xương Châu                                                                                      |
| Nãi Đông | Hương                                                                                           |
| Nãi Đông | Á Đôi, Tác Châu, Đa Pha, Kết Ba, Pha Chương                                                     |
| Trát Nang | Trấn                                                                                            |
| Trát Nang | Trát Đường, Tang Da                                                                             |
| Trát Nang | Hương                                                                                           |
| Trát Nang | Trát Kỳ, A Trát, Cát Nhữ                                                                        |
| Cống Dát | Trấn                                                                                            |
| Cống Dát | Cát Hùng, Giáp Trúc, Kiệt Đức Tú, Cương Đôi, Giang Đường                                        |
| Cống Dát | Hương                                                                                           |
| Cống Dát | Lãng Kiệt Học, Xương Quả, Đông Lạp, Khắc Tây                                                    |
| Tang Nhật | Trấn                                                                                            |
| Tang Nhật | Tang Nhật                                                                                       |
| Tang Nhật | Hương                                                                                           |
| Tang Nhật | Tăng Kỳ, Bạch Đôi, Nhung                                                                        |
| Quỳnh Kết | Trấn                                                                                            |
| Quỳnh Kết | Quỳnh Kết                                                                                       |
| Quỳnh Kết | Hương                                                                                           |
| Quỳnh Kết | Gia Ma, Hạ Thủy, Lạp Ngọc                                                                       |
| Khúc Tùng | Trấn                                                                                            |
| Khúc Tùng | Khúc Tùng, La Bố Sa                                                                             |
| Khúc Tùng | Hương                                                                                           |
| Khúc Tùng | Hạ Giang, Khâu Đa Giang, Đôi Tùy                                                                |
| Thố Mỹ | Trấn                                                                                            |
| Thố Mỹ | Thố Mỹ, Triết Cổ                                                                                |
| Thố Mỹ | Hương                                                                                           |
| Thố Mỹ | Nãi Tây, Cổ Đôi                                                                                 |
| Lạc Trát | Trấn                                                                                            |
| Lạc Trát | Lạc Trát, Lạp Khang                                                                             |
| Lạc Trát | Hương                                                                                           |
| Lạc Trát | Trát Nhật, Sắc, Sinh Cách, Biên Ba, Lạp Giao                                                    |
| Gia Tra | Trấn                                                                                            |
| Gia Tra | Gia Tra, An Nhiễu                                                                               |
| Gia Tra | Hương                                                                                           |
| Gia Tra | Lạp Tuy, Thôi Cửu, Bá, Lãnh Đạt, Lạc Lâm                                                        |
| Long Tử | Trấn                                                                                            |
| Long Tử | Long Tử, Nhật Đương                                                                             |
| Long Tử | Hương                                                                                           |
| Long Tử | Liệt Mạch, Nhiệt Vinh, Tam An Khúc Lâm, Chuẩn Ba, Tuyết Tát, Trát Nhật, Ngọc Mạch, Gia Ngọc     |
| Long Tử | Hương dân tộc                                                                                   |
| Long Tử | Đấu Ngọc                                                                                        |
| Thác Na | Trấn                                                                                            |
| Thác Na | Thác Na                                                                                         |
| Thác Na | Hương                                                                                           |
| Thác Na | Tạp Đạt, Giác Lạp, Lãng Pha, Khúc Trác Mộc, Khố Cục                                             |
| Thác Na | Hương dân tộc                                                                                   |
| Thác Na | Ma Ma, Cống Nhật, Cát Ba, Lặc                                                                   |
| Lãng Tạp Tử | Trấn                                                                                            |
| Lãng Tạp Tử | Lãng Tạp Tử, Đả Long                                                                            |
| Lãng Tạp Tử | Hương                                                                                           |
| Lãng Tạp Tử | Trương Đạt, Luân Bố Khuyết, Đa Khước, Phổ Mã Giang Đường, A Trát, Tạp Long, Bạch Địa, Tạp Nhiệt |

### Na Khúc (Nagqu)
| Thành phố cấp địa khu Nagqu (Na Khúc) quản lí trực tiếp 11 đơn vị hành chính cấp huyện, bao gồm 1 quận và 10 huyện. Các đơn vị hành chính cấp huyện này được chia thành 114 đơn vị hành chính cấp hương, bao gồm 25 trấn và 89 hương. | |
| Sắc Ni | Trấn |
| Sắc Ni | Na Khúc, La Mã, Cổ Lộ |
| Sắc Ni | Hương |
| Sắc Ni | Đạt Tát, Du Kháp, Hương Mậu, Na Yêu Thiết, Đạt Tiền, Lao Mạch, Khổng Mã, Ni Mã, Sắc Hùng                                    |
| Gia Lê | Trấn |
| Gia Lê | A Trát, Gia Lê |
| Gia Lê | Hương |
| Gia Lê | Ni Ốc, Tàng Bỉ, Thố Đa, Hạ Mã, Lâm Đê, Mạch Địa Tạp, Nhung Đa, Cáp Quần                                                     |
| Bỉ Như | Trấn |
| Bỉ Như | Bỉ Như, Hạ Khúc |
| Bỉ Như | Hương |
| Bỉ Như | Bạch Dát, Đạt Đường, Kháp Tắc, Trát Lạp, Dương Tú, Hương Khúc, Lương Khúc, Trà Khúc                                         |
| Nhiếp Vinh | Trấn |
| Nhiếp Vinh | Nhiếp Vinh |
| Nhiếp Vinh | Hương |
| Nhiếp Vinh | Ni Mã, Sắc Khánh, Tang Vinh, Hạ Khúc, Bạch Hùng, Tác Hùng, Đương Mộc Giang, Tra Đương, Vĩnh Khúc                            |
| An Đa | Trấn |
| An Đa | Mạt Na, Cường Mã, Trát Nhân, Nhạn Thạch Bình                                                                                |
| An Đa | Hương |
| An Đa | Đa Mã, Mã Khúc, Than Đôi, Bang Ái, Mã Vinh, Trát Khúc, Sắc Vụ, Thố Mã, Cương Ni                                             |
| Thân Trát | Trấn |
| Thân Trát | Thân Trát, Hùng Mai |
| Thân Trát | Hương |
| Thân Trát | Hạ Quá, Tạp, Ba Trát, Tháp Nhĩ Mã, Mãi Ba, Mã Dược                                                                          |
| Tác | Trấn |
| Tác | Á Lạp, Vinh Bố |
| Tác | Hương |
| Tác | Nhược Đạt, Gia Cần, Xích Đa, Tây Xương, Giang Đạt, Nhiệt Ngõa, Dát Mỹ, Dát Mộc                                              |
| Ban Qua | Trấn |
| Ban Qua | Phổ Bảo, Bắc Lạp, Đức Khánh, Giai Quỳnh                                                                                     |
| Ban Qua | Hương |
| Ban Qua | Ni Mã, Bảo Cát, Thanh Long, Mã Tiền, Môn Đương, Tân Cát                                                                     |
| Ba Thanh | Trấn |
| Ba Thanh | Lạp Tây, Tạp Sắc, Nhã An |
| Ba Thanh | Hương |
| Ba Thanh | Giang Miên, Mã Như, A Tú, Cống Nhật, Cương Thiết, Ba Thanh, Bản Tháp                                                        |
| Ni Mã | Trấn |
| Ni Mã | Ni Mã |
| Ni Mã | Hương |
| Ni Mã | Trác Ni, Đạt Quả, A Tác, Vinh Mã, Trung Thương, Lai Đa, Thân Á, Trác Ngõa, Nga Cửu, Văn Bộ, Giáp Cốc, Quân Thương, Cát Ngõa |
| Song Hồ | Trấn |
| Song Hồ | Thố Chiết La Mã |
| Song Hồ | Hương |
| Song Hồ | Hiệp Đức, Nhã Khúc, Dát Thố, Thố Chiết Cường Mã, Đa Mã, Ba Lĩnh                                                             |

### A Lý (Ngari)
| Địa khu Ngari (A Lý) quản lí trực tiếp 7 đơn vị hành chính cấp huyện, toàn bộ đều là huyện. Các huyện này được chia thành 38 đơn vị hành chính cấp hương, bao gồm 7 trấn và 31 hương. |                                                                  |
| Phổ Lan | Trấn                                                             |
| Phổ Lan | Phổ Lan                                                          |
| Phổ Lan | Hương                                                            |
| Phổ Lan | Ba Dát, Hoắc Nhĩ                                                 |
| Trát Đạt | Trấn                                                             |
| Trát Đạt | Thác Lâm                                                         |
| Trát Đạt | Hương                                                            |
| Trát Đạt | Tát Nhượng, Đạt Ba, Để Nhã, Hương Tư, Khúc Tùng, Sở Lỗ Tùng Kiệt |
| Cát Nhĩ | Trấn                                                             |
| Cát Nhĩ | Sư Tuyền Hà                                                      |
| Cát Nhĩ | Hương                                                            |
| Cát Nhĩ | Côn Toa, Tả Tả, Môn Sĩ, Trát Tây Cương                           |
| Nhật Thổ | Trấn                                                             |
| Nhật Thổ | Nhật Thổ                                                         |
| Nhật Thổ | Hương                                                            |
| Nhật Thổ | Nhiệt Bang, Nhật Tùng, Đông Nhữ, Đa Mã                           |
| Cách Cát | Trấn                                                             |
| Cách Cát | Cách Cát                                                         |
| Cách Cát | Hương                                                            |
| Cách Cát | Hùng Ba, Á Nhiệt, Diêm Hồ, Văn Bố Đương Tang                     |
| Cải Tắc | Trấn                                                             |
| Cải Tắc | Cải Tắc                                                          |
| Cải Tắc | Hương                                                            |
| Cải Tắc | Vật Mã, Tiên Khiển, Ma Mễ, Động Thố, Cổ Mỗ, Sát Bố               |
| Thố Cần | Trấn                                                             |
| Thố Cần | Thố Cần                                                          |
| Thố Cần | Hương                                                            |
| Thố Cần | Từ Thạch, Khúc Lạc, Giang Nhượng, Đạt Hùng                       |